# (8840) 1989 WT
(8840) 1989 WT est un astéroïde de la ceinture principale découvert en 1989.

## Description
(8840) 1989 WT a été découvert le 20 novembre 1989 à Kushiro (Japon) par Seiji Ueda et Hiroshi Kaneda.

### Caractéristiques orbitales
L'orbite de cet astéroïde est caractérisée par un demi-grand axe de 2,27 UA, un périhélie de 2,20 UA, une excentricité de 0,03 et une inclinaison de 4,43° par rapport à l'écliptique. Du fait de ces caractéristiques, à savoir un demi-grand axe compris entre 2 et 3,2 UA et un périhélie supérieur à 1,666 UA, il est classé, selon la JPL Small-Body Database, comme objet de la ceinture principale.

### Caractéristiques physiques
(8840) 1989 WT a une magnitude absolue (H) de 13,8 et un albédo estimé à 0,237.